# Kèra-Douré
Pour les articles homonymes, voir Kèra et Douré.
Kèra-Douré est une commune rurale située dans le département de Bassi de la province du Zondoma dans la région Nord au Burkina Faso.

## Géographie
Kèra-Douré est situé à environ 12 km à l'est de Bassi, le chef-lieu du département, et à environ 30 km à au nord-est de Gourcy et de la route nationale 2 allant vers le nord-ouest du pays. La localité autonome de Kèra est située à 500 m au sud du centre de l'agglomération de Kèra-Douré et celle de Douré à 1,5 km à l'ouest de celle-ci.

## Histoire
Vers 2000, à l'initiative de deux habitants de la commune suisse de Belmont-sur-Lausanne, Kèra-Douré signe un accord de jumelage et d'aide au développement.

## Économie
Kèra-Douré a été équipé, en 2016 par l'ONG Fondation Énergies pour le Monde, d'une petite centrale photovoltaïque produisant 22 kWc pour environ 34 clients.

## Santé et éducation
Kèra-Douré accueille un centre de santé et de promotion sociale (CSPS) tandis que le centre médical se trouve à Gourcy.
La commune possède deux écoles primaires, dont la seconde de trois classes a été construite en 2008 avec l'aide de la municipalité suisse de Belmont-sur-Lausanne via une association (BSKD) créée à cet effet.